# Iwan Bohdan
Iwan Hawryłowycz Bohdan (ukr. Іван Гаврилович Богдан; ros. Иван Гаврилович Богдан, Iwan Gawriłowicz Bogdan; ur. 29 lutego 1928 w Dmytro-Biliwce, zm. 25 grudnia 2020) – radziecki zapaśnik walczący w stylu klasycznym. Złoty medalista olimpijski z Rzymu 1960, w kategorii plus 87 kg.
Mistrz świata w 1958 i 1961 roku.
Mistrz ZSRR w 1958, 1959 i 1961; drugi w 1955 i 1956; trzeci w 1953 i 1960 roku.